# Actenicerus takeshii
Actenicerus takeshii is een keversoort uit de familie kniptorren (Elateridae). De wetenschappelijke naam van de soort is voor het eerst geldig gepubliceerd in 1992 door Arimoto.